# Andrés Gandarias
Andrés Gandarias Albizu (* 24. April 1943 in Ibárruri; † 27. Mai 2018 in Durango) war ein spanischer Radrennfahrer.

## Sportliche Laufbahn
Gandarias war im Straßenradsport aktiv. Von 1967 bis 1978 war er als Berufsfahrer aktiv. Er begann im Radsportteam Kas. 1975 siegte er im Etappenrennen Vuelta a Cantabria mit einem Etappensieg. 1975 gewann er eine Etappe in der Baskenland-Rundfahrt, 1976 konnte er eine Etappe im Giro d’Italia gewinnen.
Zweiter wurde Gandarias 1968 in der Volta a la Comunitat Valenciana, 1969 in der Vuelta a La Rioja, 1971 in der spanischen Straßenmeisterschaft hinter Eduardo Castelló. Dritte Plätze holte er 1963 in der Vuelta a Cantabria, 1967 in der Vuelta a La Rioja, 1968 im Gran Premio Miguel Induráin 1970 in der Baskenland-Rundfahrt und 1977 im Eintagesrennen Clásica de Sabiñánigo. Auf der 19. Etappe der Tour de France 1970 war er Erster bei der Überquerung des Col du Tourmalet. Gandarias bestritt alle Grand Tours.

## Grand-Tour-Platzierungen
| Grand Tour            | 1968 | 1969 | 1970 | 1971 | 1972 | 1973 | 1974 | 1975 | 1976 | 1977 | 1978 |
| --------------------- | ---- | ---- | ---- | ---- | ---- | ---- | ---- | ---- | ---- | ---- | ---- |
| Vuelta a EspañaVuelta | 19   | DNF  | 15   | –    | –    | –    | –    | 26   | 35   | 32   | 15   |
| Giro d’ItaliaGiro     | –    | –    | –    | 31   | –    | –    | –    | 52   | –    | –    | –    |
| Tour de FranceTour    | 9    | 5    | 20   | DNF  | –    | DNF  | –    | –    | –    | 44   | –    |